# Gare de Tsuruhashi
La gare de Tsuruhashi (鶴橋駅, Tsuruhashi-eki) est une gare ferroviaire de la ville d'Osaka au Japon. Elle est située dans l'arrondissement de Tennōji. La gare est gérée par les compagnies JR West et Kintetsu, et par le métro d'Osaka.

## Situation ferroviaire
La gare de Tsuruhashi est située au point kilométrique (PK) 14,0 de la ligne circulaire d'Osaka, au PK 1,1 de la ligne Kintetsu Osaka et au PK 7,7 de la ligne Sennichimae.

## Histoire
La gare Kintetsu est inaugurée le 30 avril 1914. La gare JR ouvre le 21 septembre 1932. Le métro dessert la gare depuis le 25 juillet 1969.

## Services aux voyageurs

### Accès et accueil
La gare dispose d'un bâtiment voyageurs, avec guichet, ouvert tous les jours.

### Desserte

#### JR West
- Ligne circulaire d'Osaka :
  - voie 1 : direction Kyōbashi et Osaka
  - voie 2 : direction Tennōji et Nishikujō

#### Kintetsu
- Ligne Kintetsu Nara :

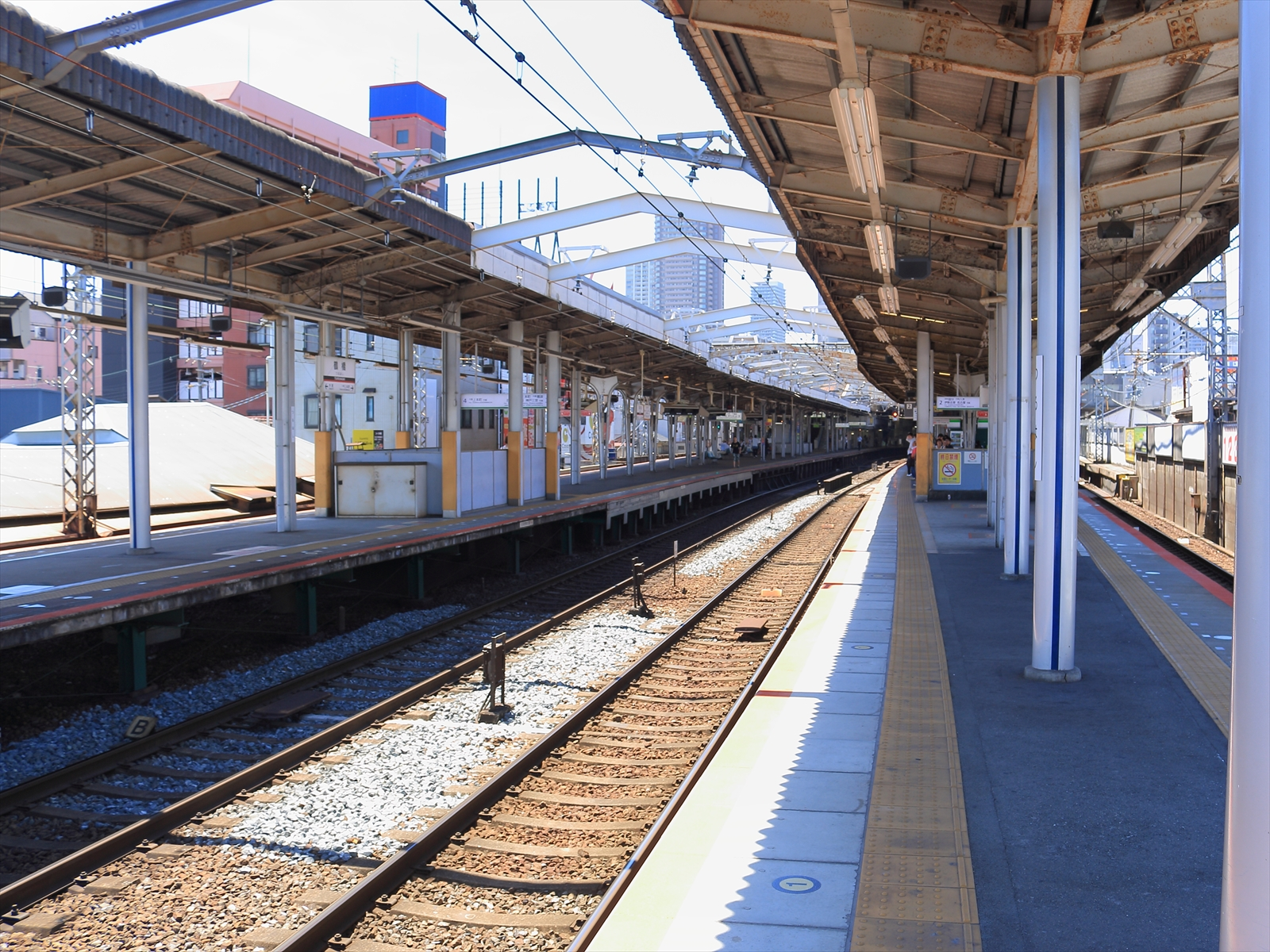
Quais de la gare Kintetsu

  - voie 1 : direction Yamato-Saidaiji et Kintetsu-Nara (express pour Kintetsu-Nagoya et Kashikojima)
  - voie 3 : direction Osaka-Namba
- Ligne Kintetsu Osaka :
  - voie 2 : direction Fuse et Yamato-Yagi
  - voie 4 : direction Osaka-Uehommachi

#### Métro d'Osaka
- Ligne Sennichimae :
  - voie 1 : direction Minami-Tatsumi
  - voie 2 : direction Nodahanshin

## Quartier
La gare de Tsuruhashi est au centre d'un des quartiers de Coréens zainichi d'Osaka. Le quartier est riche en restaurants et magasins de spécialités coréennes.

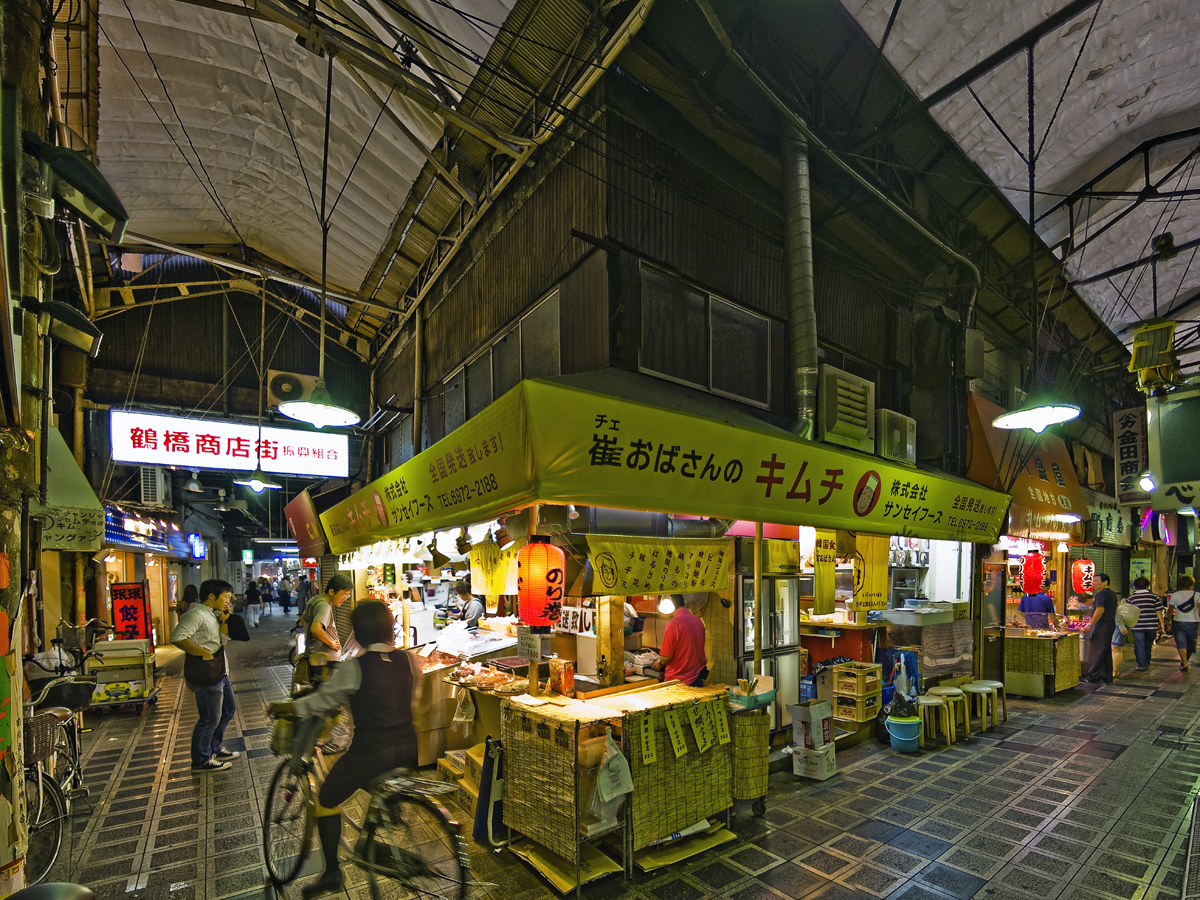
Magasin de kimchi sous la Gare de Tsuruhashi